# Соколово (Ловечская область)
Соколово (болг. Соколово) — село в Болгарии. Находится в Ловечской области, входит в общину Ловеч. Население составляет 163 человека.

## Политическая ситуация
Кмет (мэр) общины Ловеч — Минчо Стойков Казанджиев (Болгарская социалистическая партия (БСП)) по результатам выборов в правление общины.